# Circonscriptions législatives de la province d'Albay
La province d'Albay aux Philippines est constituée de trois circonscriptions législatives, chacune représentée par un député à la Chambre des représentants.
Fait notable, la première circonscription n'a pas changé territorialement depuis 1907, c'est-à-dire depuis la toute première législature du pays.

## Histoire
Albay est en 1907 constituée de trois circonscriptions, auxquelles s'ajoute une quatrième en 1929 pour la sous-province de Catanduanes. Durant la Seconde Guerre mondiale, les circonscriptions sont temporairement supprimées, de même que sous le régime de Ferninand Marcos entre 1972 et 1987.
Catanduanes devient une province à part entière le 26 septembre 1945 avec la proclamation de l'acte républicain no 687, si bien que la quatrième circonscription d'Albay est supprimée et devient celle de Catanduanes.

## Première circonscription
- Villes : Tabaco
- Municipalités : Bacacay, Malilipot, Malinao, Santo Domingo, Tiwi
- Population (2015) : 373 947

| Période                              | Député                   |
| ------------------------------------ | ------------------------ |
| 1re législature philippine 1907-1909 | Tomas Almonte            |
| 2e législature philippine 1909-1912  | Marcial C. Calleja       |
| 3e législature philippine 1912-1916  | Domingo Diaz             |
| 4e législature philippine 1916-1919  | Domingo Diaz             |
| 5e législature philippine 1919-1922  | Agapito Buenconsejo      |
| 6e législature philippine 1922-1925  | Agapito Buenconsejo      |
| 7e législature philippine 1925-1928  | Francisco Peña           |
| 8e législature philippine 1928-1931  | Julian Belen             |
| 9e législature philippine 1931-1934  | Julian Locsin            |
| 10e législature philippine 1934-1935 | Exequiel Kare            |
| 1re Assemblée nationale 1935-1938    | Jose Bonto               |
| 2e Assemblée nationale 1938-1941     | Jose Bonto               |
| 1er Congrès du Commonwealth 1945     | Isabelo V. Binamira      |
| 2e Congrès du Commonwealth 1946      | Eulogio V. Lawenko       |
| 1er Congrès 1946-1949                | Eulogio V. Lawenko       |
| 2e Congrès 1949-1953                 | Lorenzo P. Ziga          |
| 3e Congrès 1953-1957                 | Lorenzo P. Ziga          |
| Tecla San Andres-Ziga                |                          |
| 4e Congrès 1957-1961                 |                          |
| 5e Congrès 1961-1965                 | Venancio P. Ziga         |
| 6e Congrès 1965-1969                 | Venancio P. Ziga         |
| 7e Congrès 1969-1972                 | Amando D. Cope           |
| 8e Congrès 1987-1992                 | Edcel C. Lagman          |
| 9e Congrès 1992-1995                 | Edcel C. Lagman          |
| 10e Congrès 1995-1998                | Edcel C. Lagman          |
| 11e Congrès 1998-2001                | Krisel B. Lagman-Luistro |
| 12e Congrès 2001-2004                | Krisel B. Lagman-Luistro |
| 13e Congrès 2004-2007                | Edcel C. Lagman          |
| 14e Congrès 2007-2010                | Edcel C. Lagman          |
| 15e Congrès 2010-2013                | Edcel C. Lagman          |
| 16e Congrès 2013-2016                | Edcel B. Lagman, Jr.     |
| 17e Congrès 2016-2019                | Edcel C. Lagman          |

1. ↑  Morte en poste le 4 novembre 1956.
2. ↑  Élue pour terminer le mandat de Lorenzo P. Ziga.

## Deuxième circonscription
- Villes : Legazpi
- Municipalités : Camalig, Daraga, Manito, Rapu-Rapu
- Population (2015) : 451 765

| Période                              | Député                |
| ------------------------------------ | --------------------- |
| 9e législature philippine 1931-1934  | Jose S. Valenciano    |
| 10e législature philippine 1934-1935 | Justino Nuyda         |
| 1re Assemblée nationale 1935-1938    | Justino Nuyda         |
| 2e Assemblée nationale 1938-1941     | Justino Nuyda         |
| 3e Assemblée nationale 1941-1946     | Jose S. Valenciano    |
| 1er Congrès 1946-1949                | Toribio Perez         |
| 2e Congrès 1949-1953                 | Justino Nuyda         |
| 3e Congrès 1953-1957                 | Justino Nuyda         |
| 4e Congrès 1957-1961                 | Justino Nuyda         |
| 5e Congrès 1961-1965                 | Justino Nuyda         |
| 6e Congrès 1965-1969                 | Carlos R. Imperial    |
| 7e Congrès 1969-1972                 | Carlos R. Imperial    |
| 8e Congrès 1987-1992                 | Carlos R. Imperial    |
| 9e Congrès 1992-1995                 | Carlos R. Imperial    |
| 10e Congrès 1995-1998                | Carlos R. Imperial    |
| 11e Congrès 1998-2001                | Norma B. Imperial     |
| 12e Congrès 2001-2004                | Carlos R. Imperial    |
| 13e Congrès 2004-2007                | Carlos R. Imperial    |
| 14e Congrès 2007-2010                | Al Francis C. Bichara |
| 15e Congrès 2010-2013                | Al Francis C. Bichara |
| 16e Congrès 2013-2016                | Al Francis C. Bichara |
| 17e Congrès 2016-2019                | Joey Salceda          |

### 1907-1931
- Municipalités : Bato, Calolbon, Legazpi, Manito, Pandan, Rapu-Rapu, Viga, Virac, Baras, Panganiban, Daraga

| Période                              | Député                |
| ------------------------------------ | --------------------- |
| 1re législature philippine 1907-1909 | Carlos Imperial       |
| 2e législature philippine 1909-1912  | Silvino Brimbuela     |
| 3e législature philippine 1912-1916  | Mariano A. Locsin     |
| 4e législature philippine 1916-1919  | Jose O. Vera          |
| 5e législature philippine 1919-1922  | Pedro Martinez Jimeno |
| 6e législature philippine 1922-1925  | Pedro Martinez Jimeno |
| 7e législature philippine 1925-1928  | Francisco A. Perfecto |
| 8e législature philippine 1928-1931  | Pedro Vera            |

## Troisième circonscription
- Villes : Ligao
- Municipalités : Guinobatan, Jovellar, Libon, Oas, Polangui Polangui, Pio Duran
- Population (2015) : 489 114

| Période                              | Député                |
| ------------------------------------ | --------------------- |
| 9e législature philippine 1931-1934  | Pedro Sabido          |
| 10e législature philippine 1934-1935 | Sulpicio V. Cea       |
| 1re Assemblée nationale 1935-1938    | Pedro Sabido          |
| 2e Assemblée nationale 1938-1941     | Pedro Sabido          |
| 3e Assemblée nationale 1941-1946     | Marcial O. Rañola     |
| 1er Congrès 1946-1949                | Marcial O. Rañola     |
| 2e Congrès 1949-1953                 | Pio Duran             |
| 3e Congrès 1953-1957                 | Pio Duran             |
| 4e Congrès 1957-1961                 | Pio Duran             |
| 5e Congrès 1961-1965                 | Josefina B. Duran     |
| 6e Congrès 1965-1969                 | Josefina B. Duran     |
| 7e Congrès 1969-1972                 | Roberto M. Sabido     |
| 8e Congrès 1987-1992                 | Efren R. Sarte        |
| 9e Congrès 1992-1995                 | Al Francis C. Bichara |
| 10e Congrès 1995-1998                | Romeo R. Salalima     |
| 11e Congrès 1998-2001                | Joey S. Salceda       |
| 12e Congrès 2001-2004                | Joey S. Salceda       |
| 13e Congrès 2004-2007                | Joey S. Salceda       |
| Vacant                               |                       |
| 14e Congrès 2007-2010                | Reno G. Lim           |
| 15e Congrès 2010-2013                | Fernando V. Gonzales  |
| 16e Congrès 2013-2016                | Fernando V. Gonzales  |
| 17e Congrès 2016-2019                | Fernando V. Gonzales  |

1. ↑  Nommé Chef de cabinet présidentiel le 10 février 2007.

### 1907-1931
- Municipalités : Camalig, Guinobatan, Jovellar, Ligao, Oas, Polangui

| Période                              | Député               |
| ------------------------------------ | -------------------- |
| 1re législature philippine 1907-1909 | Angel Roco           |
| 2e législature philippine 1909-1912  | Felix Samson         |
| 3e législature philippine 1912-1916  | Ceferino Villareal   |
| 4e législature philippine 1916-1919  | Tomas Luna           |
| 5e législature philippine 1919-1922  | Mariano Ope Marbella |
| 6e législature philippine 1922-1925  | Pedro Sabido         |
| 7e législature philippine 1925-1928  | Pedro Sabido         |
| 8e législature philippine 1928-1931  | Pedro Sabido         |

## Quatrième circonscription (disparue)
- Municipalités : Baras, Bato, San Andres, Pandan, Panganiban, Viga, Virac

| Période                              | Député                |
| ------------------------------------ | --------------------- |
| 9e législature philippine 1931-1934  | Pedro Vera            |
| 10e législature philippine 1934-1935 | Jose T. Surtida       |
| 1re Assemblée nationale 1935-1938    | Pedro Vera            |
| 2e Assemblée nationale 1938-1941     | Pedro Vera            |
| 3e Assemblée nationale 1941-1946     | Francisco A. Perfecto |

## Circonscription plurinominale (disparue)

### 1943-1944
| Période                     | Députés                           |
| --------------------------- | --------------------------------- |
| National Assembly 1943-1944 | Pio Duran                         |
| National Assembly 1943-1944 | Julian L. Locsin Jr. (ex officio) |

### 1984-1986
| Période                     | Députés                  |
| --------------------------- | ------------------------ |
| Batasang Pambansa 1984-1986 | Pedro M. Marcellana, Jr. |
| Batasang Pambansa 1984-1986 | Peter A. Sabido          |
| Batasang Pambansa 1984-1986 | Victor S. Ziga           |